# Pia Wurtzbach
Pia Alonzo Wurtzbach, nota anche con lo pseudonimo di Pia Romero (Stoccarda, 24 settembre 1989), è una modella e attrice filippina di origine tedesca, incoronata Miss Filippine 2015 e Miss Universo 2015.
È stata la terza filippina ad essere eletta Miss Universo, dopo Gloria Diaz (1969) e Margie Moran (1973).

## Biografia
Pia Alonzo Wurtzbach nasce a Stoccarda il 24 settembre 1989, da padre tedesco e madre filippina. Si trasferisce nelle Filippine in giovane età e da Iligan si sposta poi nella città di Cagayan de Oro, nella parte settentrionale di Mindanao, dove frequenta la Kong Hua School e la Corpus Christi. I genitori si separano quando lei ha 11 anni e Pia troverà l'occupazione di modella ed attrice nel tentativo di mantenere la propria famiglia. Più tardi vive per qualche anno in Inghilterra, prima di fare ritorno nelle Filippine. Frequenta quindi la ABS-CBN Distance Learning School di Quezon City e studia arti culinarie al Center for Asian Culinary Studies di San Juan.
È stata incoronata il 20 dicembre 2015 Miss Universo 2015.

## Vita privata
Tra il 2017 e il 2019 è stata in una relazione con il pilota automobilistico Marlon Stöckinger. Dal 2020 è legata sentimentalmente all'imprenditore scozzese Jeremy Jauncey.

## Filmografia
- Kung Ako Na Lang Sana, regia di Jose Javier Reyes (2003) – accreditata come Pia Romero
- All My Life, regia di Laurenti M. Dyogi (2004) – accreditata come Pia Romero
- All About Love, regia di Joyce Bernal, Don Cuaresma e Jerry Lopez Sineneng (2006)  – accreditata come Pia Romero
- Gandarrapiddo! The Revenger Squad, regia di Joyce Bernal (2017)
- My Perfect You, regia di Cathy Garcia-Molina (2018)